# François Laruelle

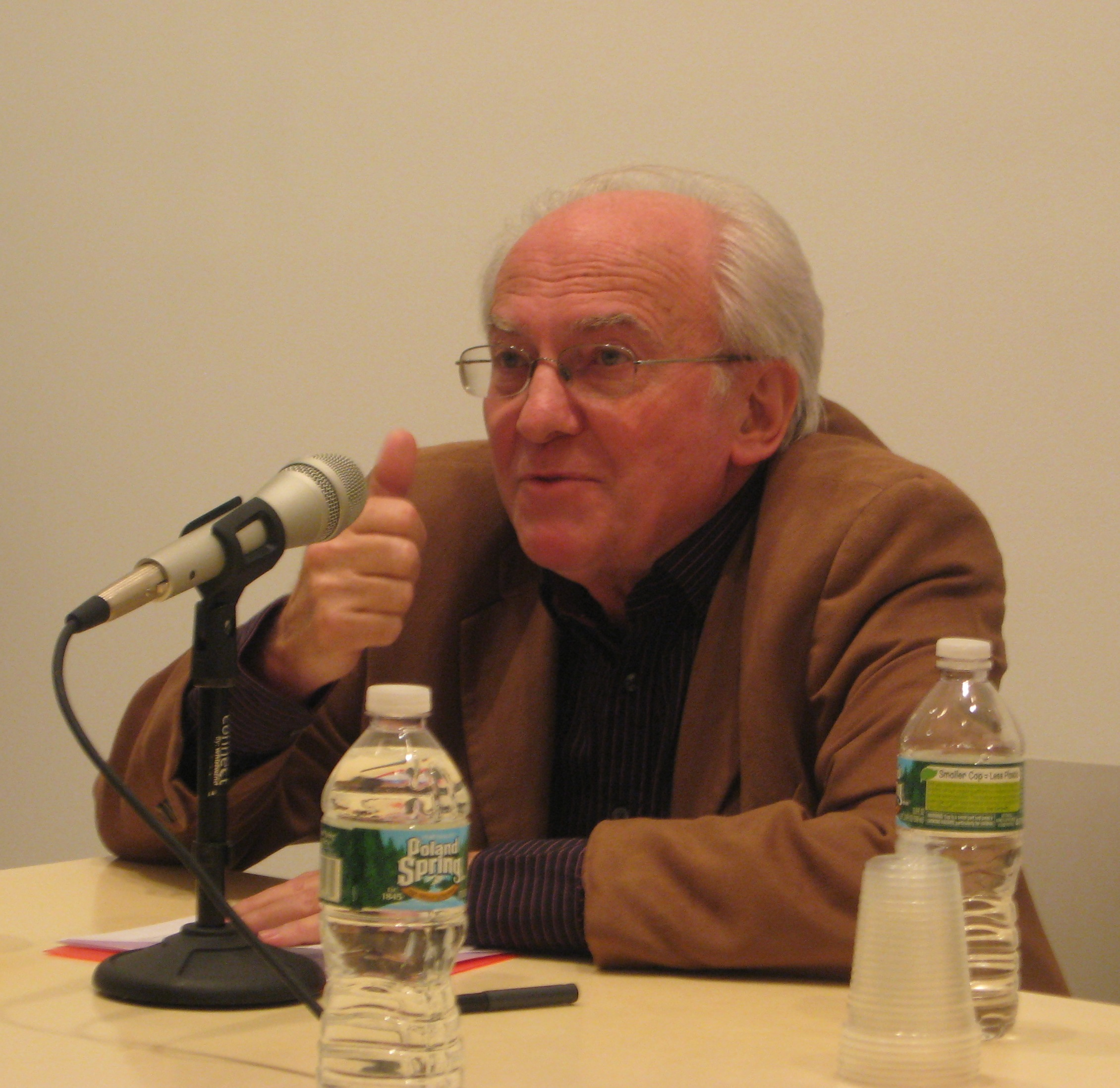
Laruelle in 2011

François Laruelle (Chavelot, 22 augustus 1937 – Parijs, 28 oktober 2024) was een Franse filosoof. Hij was professor aan de Université de Paris X (Nanterre) en was vooral bekend om zijn werk over de non-filosofie (non-philosophie).

## Werk
Laruelle deelt zijn eigen werk op in drie onderscheiden periodes: filosofie I (1971-1981), filosofie II (1981-1995), en filosofie III (1995 tot op heden). Een eerste periode omvat eigenzinnige studies over Derrida, Heidegger en Nietzsche waarin Laruelle het denken van deze denkers tracht te subverteren door hun concepten van nabij te onderzoeken. In deze werken is al te zien hoe Laruelle zich steeds de vraag stelt: wat maakt het denken en creëren van deze concepten mogelijk? In de periode van filosofie II tracht Laruelle zijn eigen ideeën systematisch uit te werken. In deze periode ontwikkelt Laruelle explicieter de idee dat ieder filosofisch denken gestructureerd is rond een aan a priori beslissing die op zichzelf voorafgaat aan de filosofie en zodoende niet-filosofisch of non-filosofisch is. Volgens Laruelle is het werk dat hij begint vanaf 1995 pas ten volle non-filosofie.
Laruelle overleed op 28 oktober 2024 op 87-jarige leeftijd. Hij overleed in Parijs.

## Publicaties
- Phénomène et différence. Éssai sur l'ontologie de Ravaisson, Klinskieck, Paris, 1971.
- Machines textuelles. Déconstruction et libido, Seuil, Paris, 1976.
- Nietzsche contra Heidegger. Thèses pour une politique nietzschéenne, Payot, Paris, 1977.
- Philosophie et non-philosophie, Mardaga, Liège/Brussel, 1989.
- En tant qu'un. La non-philosophie éxpliquée au philosophes, Aubier, Paris, 1991.
- Théorie des Étrangers. Science des hommes, démocratie, non-psychoanalyse, Kimé, Paris, 1995.
- Principes de la non-philosophie, PUF, Paris, 1996.
- Dictionnaire de la non-philosophie, François Laruelle et Collaborateurs, Kimé, Paris, 1998.
- Éthique de l'Étranger. Du crime contre l'humanité, Kimé, Paris, 2000.
- Introduction au non-marxisme, PUF, Paris, 2000.